# Zaslaná pošta
Zaslaná pošta (originální název Going Postal) je humoristický fantasy román britského spisovatele Terry Pratchetta, 33. z cyklu (Úžasná) Zeměplocha. Jedná se o první knihu se zeměplošským podvodníkem a následně poštmistrem ankh-morporské pošty Vlahošem von Rosretem.

## Obsah
Vlahoš von Rosret je dopadený podvodník, jehož čeká smrt na ankh-morporkském popravišti. Poprava však byla pouze fingovaná. Ale ten, kdo jej ušetřil, byl Lord Vetinari, tyranský patricij Ankh-Morporku. Nyní má Vlahoš výběr: pokusí se obnovit ankh-morporskou poštovní službu jako její nový poštmistr, nebo může svobodně odejít - dveřmi, za nimiž se nachází velmi hluboká jáma, a Vetinari (spolu se zbytkem lidského pokolení) jej už znovu neuvidí. Rosret tedy předstírá, že přijímá nabídku práce, ale místo toho se pokusí o útěk. Na něm je však brzy dopaden nesmiřitelným a neúnavným golemem Pumpou 19, a tak mu nezbývá než nastoupit službu poštmistra.
S velkou nechutí Rosret začne s povinnostmi, přičemž zjišťuje, že stav věcí je ještě horší, než si představoval. Pošta nefungovala po celá desetiletí a má pouze dva zaměstnance - mladšího pošťáka, sedmdesátiletého pana Grešleho a jeho pomocníka, chlapce Slavoje, který se zajímá jen o svou sbírku špendlíků. Samotná stavba pošty je k prasknutí plná nedoručených dopisů. A nejhorší je, když Vlahoš zjistí, že předchozí čtyři poštmistři zemřeli za poměrně záhadných okolností brzy po svém nástupu do služby. Nedoručené dopisy navíc záhadně šepotají, což Vlahošovi mágové Neviditelné univerzity vysvětlí tak, že slova mají moc a množství z nich je současně nacpána do každého dostupného prostoru v poště. Vlahoš pochopí, že všechna pošta musí být doručena.
Díky Vlahošově podnikavé povaze a talentu působit na lidi se mu však přesto daří rozběhnout poštovní systém a s pomocí Grešleho přátel, starých pošťáků, a několika golemů začne doručovat desítky let staré dopisy. Ačkoli to přináší i problémy, většinou jsou prastaré dopisy vítány a Vlahošova služba si získává stále větší popularitu. Navíc Vlahoš každou chvíli přichází s novými nápady, mimo jiné vymyslí poštovní známky a razítka, které vyvolají filatelistickou mánii, do jejíhož čela se postaví Slavoj, který konečně opustí svou sbírku špendlíků.
Brzy Vlahoš zjistí, že hlavním sokem a příčinou někdejšího úpadku celého úřadu je Velká linka, system semaforových věží, které předávají zprávy mnohem rychleji než obyčejná pošta. Zároveň se ale dozvídá, že hospodaření celé této společnosti, které řídí velmi schopný podvodník Nadosah Pozlátko, je značně neprůhledné a podezřelé. Seznamuje se se slečnou Srdénkovou, bojující za práva golemů, která mu objasní, že Linka původně patřila společnosti inženýrů (včetně jejího otce), kteří ji vyprojektovali a vymysleli způsob předávání zpráv. Jejich neznalost ekonomiky a neopatrnost ve správě financí nakonec způsobila, že jim Linku přebrala skupina finančníků vedená Pozlátkem. Ti nyní nemají žádný zájem na bezproblémovém fungování Linky, nýbrž jim jde výhradně o zisk, takže zaměstnanci Linky pracují v nelidských podmínkách a za minimální mzdu. Tajemná organizace Zelená přísera začne činnost Linky sabotovat, takže se objevují její výpadky. Těch využije Vlahoš, který začne doručovat poštu i mimo Ankh-Morpork do vzdálených zemí. Tím ještě zvýší popularitu pošty, takže se ho Pozlátko pokusí odstranit. Jako atentátníka pošle bánší, jejž se ovšem Vlahošovi podaří se štěstím odrazit, avšak vzápětí je budova pošty zachvácena požárem a z velké části zničena.
Vlahoš se však nevzdává a aby Pozlátka popudil, uzavře s ním sázku, že jeho pošta doručí zprávu do Genovy dříve než Velká linka - ač se to zdá nemožné, protože cesta do Genovy trvá povozu několik týdnů. Zpočátku Vlahoš netuší, jak dosáhnout vítězství, ale poté jej kontaktuje Zelená přísera - tři vysloužilí konstruktéři Velké linky. S nimi Vlahoš vymyslí plán - vplíží se do opuštěné magické věže, kterou vybaví semaforovými světly. Protože závod začíná v podvečer, Linka posílá svou zprávu do Genovy v noci, Vlahoš nechá rozměrnou plachtou zakrýt výhled mezi dvěma věžemi, a nahradí tak původní zprávu vlastním vzkazem, který odhaluje všechny podvody, které Pozlátko s ostatními finančníky napáchal. Ti jsou následně pozatýkáni. Pozlátko se pokusí uprchnout, ale golem Pumpa jej dopadne. Lord Vetinari mu podobně jako kdysi Vlahošovi dá možnost volby - buď se ujme ankh-morporského mincovního systému, nebo může svobodně odejít. Pozlátko se rozhodne svobodně odejít a zřítí se do hlubin za dveřmi.
Správa Velké linky je následně svěřena Vlahošovi.

## Zajímavosti
- Ilustrace obálky Paula Kidbyho je parodie na nejstarší plakát Hvězdných válek: Epizoda IV – Nová Naděje.
- Neobvykle pro Zeměplochu je román Zaslaná pošta rozdělen do kapitol. Tyto kapitoly začnou osnovou témat podobně jako některé viktoriánské romány. Tento experiment s příštím románem Buch! nepokračoval.
- Jako bonus pro české vydání, je na obálce poloprůhledné písmeno R pod písmenem L, takže název je možno číst také jako "Zasraná pošta". Originální název Going Postal je obdobná slovní hříčka, fráze má totiž dva významy: znamená jednak "došlá pošta", jednak (v americké angličtině) "strašlivě se rozčílit".
- Na konci května 2010 uvedla televize Sky1 dvoudílný televizní film na motivy románu v režii Jona Jonese s Richardem Coylem v roli Vlahoše. Po Otci prasátek a Barvě kouzel se Zaslaná pošta stala třetím zeměplošským filmem televize Sky1.

## Další postavy
- Toliver Grešle - mladší pošťák, starý asi 70 let
- Slavoj - pošťák-elév, jehož jedinou vášní je sbírka špendlíků; později je mu svěřena správa poštovních známek a stává se vášnivým filatelistou
- Nadosah Pozlátko - předseda Společnosti, která skoupila Velkou linku
- Pan Pumpa - svobodný Golem, který je bezpečnostním důstojníkem Vlahošovi
- Slečna Srdénková - pohledná mladá žena, do níž se Vlahoš zamiluje, vášnivá kuřačka a bojovnice za práva golemů
- Zelená přísera - tajná organizace vysloužilých konstruktérů Velké linky, kteří se snaží sabotovat její činnost. Název je narážka na Zelenou příšeru, tajemného sabotéra chlapeckého tábora, který se objevuje v knize Hoši od Bobří řeky Jaroslava Foglara. Originální název Smoking GNU (doslova kouřící pakůň) je rovněž slovní hříčka, zdánlivý překlep ze smoking gun (kouřící zbraň, metaforický výraz pro "nezvratný důkaz"), která je narážkou na svobodný operační systém GNU.